# Kanton L’Aigle-Ouest
Der Kanton L’Aigle-Ouest war von 1982 bis 2015 ein französischer Wahlkreis im Arrondissement Mortagne-au-Perche, im Département Orne und in der Region Basse-Normandie; sein Hauptort war L’Aigle.

## Gemeinden
Der Kanton bestand aus fünf Gemeinden und einem Teil von L’Aigle (angegeben ist die Gesamteinwohnerzahl, im Kanton lebten etwa 5000 Einwohner):
| Gemeinde                      | Einwohner Jahr | Fläche km² | Bevölkerungsdichte | Code INSEE | Postleitzahl |
| ----------------------------- | -------------- | ---------- | ------------------ | ---------- | ------------ |
| L’Aigle                       | 7983 (2013)    | –          | – Einw./km²        | 61214      | 61300        |
| Aube                          | 1337 (2013)    | –          | – Einw./km²        | 61008      | 61270        |
| Beaufai                       | 359 (2013)     | –          | – Einw./km²        | 61032      | 61270        |
| Écorcei                       | 358 (2013)     | –          | – Einw./km²        | 61151      | 61270        |
| Rai                           | 1489 (2013)    | –          | – Einw./km²        | 61342      | 61270        |
| Saint-Symphorien-des-Bruyères | 519 (2013)     | –          | – Einw./km²        | 61457      | 61300        |